# Erich Hohagen
Erich Hohagen, né le 9 janvier 1915 à Velbert et mort le 8 mars 1990 à Jever, est un militaire allemand.

## Biographie
Pilote de chasse de la Luftwaffe lors de la Seconde Guerre mondiale, Erich Hohagen commande notamment le Kommando Nowotny en 1944 après la mort de Walter Nowotny, et obtiendra finalement 56 victoires pendant la guerre. Il est récipiendaire de la croix de chevalier de la croix de fer.
Il intègre par la suite la Luftwaffe et commande le Jagdgeschwader 72 de l'Allemagne de l'Ouest entre 1959 et 1961.